# Нора Робертс
Нора Робертс, рођена као Елеанор Мари Робертсон (енгл. Eleanor Marie Robertson; Силвер Спринг, 10. октобар 1950) је америчка бестселерка, аутор више од 209 љубавних романа. Њени псеудоними су Џ. Д. Роб, у серији у смрти, као и Џил Марч и Сара Хардести.
Нора Робертс је била први аутор који је примљен у Romance Writers' Hall of Fame 1986. године.
Од 2011, њени романи су провели укупно 861 недеља на Листи бестселера коју је саставио Њујорк тајмс, укључујући и 176 недеља, када је неки од њих био на месту број један.

## Биографија
Нора Робертс је рођена у Силвер Спрингу, у Мериленду, као најмлађа од петоро деце и као једина девојчица. Након завршене католичке школе са строгом дисциплином монахиња, удала се млада и преселила у Кидисвилу у савезној држави Мериленд.
Један краћи период је радила као правна секретарица. Једном је изјавила Могла сам да куцам брзо, али нисам знала да спелујем. Била сам најгора правна секретарица икад. Када су се родили њени синови, остала је кући и бавила се разним занатима и пословима код куће. Када је једном приликом у фебруару 1979. године остала заглављена са двојицом малих синова у мећави, добила је инспирацију, извадила је оловку и свеску и почела да пише једну причу, која ускоро прераста у роман и 1981. бива објављена под називом Irish Thoroughbred.
У јулу 1985. године Нора се преудала за другог мужа, Бруса Вилдера. Непосредно пре тога су заједно проширили кућу и отворили књижару.

## Дела
- Пали анђео
- Зло семе
- Жеља и заповест
- Вечерас и заувек
- Ужитак у смрти
- Тачно у подне
- Скривено богатство
- Северна светлост
- Рођена у леду
- Рођена у чежњи
- Рођена у ватри
- Плес по ватри
- Небо над Монтаном
- Искрена издаја
- Драгуљи моје круне
- Неверни принц
- Звезда мора
- Брда Дакоте
- Краљевска афера
- Три судбине
- Истините лажи
- Потрага
- Плави дим
- Поштене илузије
- Месец над Каролином
- Јавне тајне
- Вила
- Лична срамота
- Светионик
- Уточиште
- Заборављено наслеђе